# Sinkadus (tidskrift)
Sinkadus var en tidskrift om rollspel utgiven av Äventyrsspel mellan 1983 och 1995. Redaktörer var bl.a. Anders Blixt och Olle Sahlin. Stefan Kayat och Nils Gulliksson bidrog med många illustrationer.
Sinkadus behandlade nästan uteslutande Äventyrsspels egna spel och var de sista två åren ett renodlat reklamblad utan artiklar.
De tre första numren var enkla trycksaker i storlek A5 men från och med nummer 4 gick man över till ett A4-magasin på glansigt papper och delvis i fyrfärgstryck. Förutom produktinformation om nya och kommande produkter innehöll tidningen bland annat artiklar, äventyr, insändare och regelfrågor. Nummer 39-47 var vikta planscher i A2-format och innehållet reducerades till att bli ett reklamblad. Sinkadus 44 innehöll ett tryckfel där det stod nummer 43 på framsidan men i resterande delen av tidningen stod det nummer 44.
Planschversionen av tidskriften gavs även ut på engelska under namnet Symmetry, syftande på "Den mörka symmetrin" i Mutant Chronicles.
Enligt Fredrik Malmberg, mångårig VD för Äventyrsspel/Target Games, var Sinkadus upplaga som mest cirka 8000 exemplar per nummer.
Efter att Sinkadus/Symmetry slutat ges ut gav Target Games under åren 1997-1999 ut en tidskrift kallad Chronicles, främst inriktad på företagets figurspel.

## Nummerförteckning
- Sinkadus 1, 1983
- Sinkadus 2, 1984
- Sinkadus 3, 1985
- Sinkadus 4, februari 1986
- Sinkadus 5, september 1986
- Sinkadus 6, februari 1987
- Sinkadus 7, april 1987
- Sinkadus 8, juni 1987
- Sinkadus 9, augusti 1987
- Sinkadus 10, november 1987
- Sinkadus 11, januari 1988
- Sinkadus 12, mars 1988
- Sinkadus 13, juni 1988
- Sinkadus 14, augusti 1988
- Sinkadus 15, oktober 1988
- Sinkadus 16, december 1988
- Sinkadus 17, februari 1989
- Sinkadus 18, april 1989
- Sinkadus 19, juni 1989
- Sinkadus 20, augusti 1989
- Sinkadus 21, oktober 1989
- Sinkadus 22, december 1989
- Sinkadus 23, februari 1990
- Sinkadus 24, mars 1990
- Sinkadus 25, juni 1990
- Sinkadus 26, augusti 1990
- Sinkadus 27, oktober 1990
- Sinkadus 28, december 1990
- Sinkadus 29, februari 1991
- Sinkadus 30, april 1991
- Sinkadus 31, juli 1991
- Sinkadus 32, september 1991
- Sinkadus 33, november 1991
- Sinkadus 34, januari 1992
- Sinkadus 35, april 1992
- Sinkadus 36, juni 1992
- Sinkadus 37, augusti 1992
- Sinkadus 38, december 1992
- Sinkadus 39, januari 1993
- Sinkadus 40, juli 1993
- Sinkadus 41, 1993
- Sinkadus 42, 1994
- Sinkadus 43, april 1994
- Sinkadus 44, juni 1994
- Sinkadus 45, december 1994
- Sinkadus 46, april 1995
- Sinkadus 47, oktober 1995